# Pietrowszczyzna (rejon postawski)
Pietrowszczyzna – dawna osada. Tereny, na których była położona, leżą obecnie na Białorusi, w obwodzie witebskim, w rejonie postawskim, w sielsowiecie Juńki.

## Historia
W czasach zaborów zaścianek w gminie Jasiewo, w powiecie święciańskim, w guberni wileńskiej Imperium Rosyjskiego.
Od 11 kwietnia 1922 osada leżała w Polsce, w województwie wileńskim, w powiecie święciańskim w gminie Jasiewo, od 1926 roku w powiecie postawskim, w gminie Postawy.
W 1931 w 1 domu zamieszkiwały 3 osoby.
Wierni należeli do parafii rzymskokatolickiej Zadziewiu. Miejscowość podlegała pod Sąd Grodzki w Postawach i Okręgowy w Wilnie; właściwy urząd pocztowy mieścił się w Postawach.
W wyniku napaści ZSRR na Polskę we wrześniu 1939 miejscowość znalazła się pod okupacją sowiecką. 2 listopada została włączona do Białoruskiej SRR. 
W 1938 roku miejscowość należała do gromady Jacewicze gminy Postawy.